# Canned Heat (Jamiroquai)
Canned Heat è una canzone del gruppo funk/acid jazz inglese Jamiroquai, secondo singolo estratto dall'album Synkronized. Nel 1999 il singolo ha raggiunto la vetta della U.S. dance chart e la numero quattro della Official Singles Chart.
Il video musicale del brano è stato diretto da Jonas Åkerlund.

## Tracce
UK release 1
1. Canned Heat - 7" edit (3.46)
2. Canned Heat - Radio edit (3.19)
3. Wolf in Sheeps Clothing (4.00)

UK release 2
1. Canned Heat - 7" edit (3.46)
2. Canned Heat - Album version (5.30)
3. Deeper Underground - Chillington Mix (6.56)

UK Cassette
1. Canned Heat - 7" edit (3.46)
2. Wolf in Sheeps Clothing (4.00)

## Classifiche
| Classifica (1999) | Posizione più alta |
| ----------------- | ------------------ |
| Svizzera          | 9                  |
| Francia           | 30                 |
| Paesi Bassi       | 31                 |
| Belgio            | 39                 |
| Svezia            | 35                 |
| Finlandia         | 3                  |
| Norvegia          | 15                 |
| Australia         | 20                 |
| Nuova Zelanda     | 26                 |
| UK                | 4                  |
| Italia            | 5                  |